# Vilém III. z Dampierre
Vilém III. z Dampierre (francouzsky Guillaume III de Dampierre, vlámsky Gwyde Dampierre, 1224? – 6. června 1251, Trazegnies) byl pán z Dampierre a flanderský hrabě, účastník sedmé křížové výpravy francouzského krále Ludvíka IX.

## Život
Narodil se jako prvorozený syn Viléma z Dampierre a Markéty, budoucí dědičky své bezdětné sestry Johany Flanderské. Hraběnka Markéta byla provdaná podruhé, první sňatek byl papežem prohlášen za neplatný a na syny z tohoto svazku bylo až do roku 1249 pohlíženo jako na levobočky. Sama Markéta protežovala syny z druhého manželství, což zapříčinilo tzv. válku o následnictví.
Roku 1235 se sestry dohodly, že dědictví se rozdělí mezi Markétiny syny na sedminy, z nichž dvě dostanou synové z Avesnes a pět sedmin Dampierrové. V roce 1244 Johana zemřela a obě hrabství zdědila Markéta. Do chronického sporu jejího potomstva, kdy Vilém z Dampierre na veřejnosti pokřikoval na Jana z Avesnes „bastarde“, zasahoval opakovaně z pozice lenního pána král Ludvík IX. V roce 1246 vyjednal společně s papežským legátem dohodu, kdy Flandry dostali Dampierrové a Henegavsko Avesnové. O rok později prohlásila Markéta Viléma svým spoluvládcem ve Flanderském hrabství a v listopadu téhož roku se Vilém oženil s Beatrix, dcerou brabantského vévody Jana II. Sňatkem získal významného spojence proti svým nevlastním bratrům.
Roku 1248 Vilém doprovázel francouzského krále na křížovou výpravu. V Egyptě padl dočasně do zajetí a společně s většinou baronů se vrátil roku 1250. Zemřel bez potomstva v létě 1251 během turnaje v Trazegnies organizovaného na oslavu jeho návratu. Byl shozen z koně a ušlapán koňmi ostatních účastníků turnaje. Podezření z jeho smrti padlo na jeho nevlastní bratry. Byl pohřben v cisterciáckém klášteře Marquette a jeho nástupcem se stal mladší bratr Vít z Dampierre.